# Шармен, Хелен
Хе́лен Патри́сия Ша́рмен (англ. Helen Patricia Sharman; род. 30 мая 1963 года, Шеффилд) — первый космонавт из Великобритании и до 15 декабря 2015 года была единственным космонавтом этой страны, летавшим в космос как официальный представитель Великобритании (5 астронавтов НАСА имели помимо американского гражданства британское подданство; южноафриканец Марк Шаттлворт, второй космический турист, также имеет британское подданство). Вторым официальным космонавтом Великобритании стал Тимоти Пик. До полёта Хелен Шарман работала химиком-технологом на кондитерской фабрике компании «Mars».

## Биография
Родилась 30 мая 1963 года. Получила степень бакалавра в области химии в Шеффилдском университете и докторскую степень в Биркбеке.
В 1989 году откликнулась на обращение, переданное по радио, о наборе желающих для участия в конкурсе для выбора участника космического полёта в рамках проекта «Джуно». Данный проект был частью соглашения, заключённого на правительственном уровне между СССР и Великобританией. Успешно пройдя процедуру отбора из 13 000 участников, приступила к тренировкам в Звёздном городке.
18 мая 1991 года начала космический полёт на орбитальную станцию «Мир» на космическом корабле «Союз ТМ-12» вместе с Анатолием Арцебарским и Сергеем Крикалёвым. 20 мая 1991 года корабль состыковался с орбитальным комплексом «Мир». Вернулась на космическом корабле «Союз ТМ-11» (расстыковка и посадка 26 мая 1991 года) вместе с Виктором Афанасьевым и Мусой Манаровым. До полёта Коити Вакаты была самым молодой (по дате рождения) из слетавших в космос.
В 2011 году она работала в Национальной физической лаборатории руководителем группы поверхностного и наноанализа. В 2015 году — операционным менеджером на кафедре химии в Имперском колледже Лондона, тогда же была удостоена почетной стипендии Британской научной ассоциации.
В августе 2016 появилась в роли самой себя в эпизоде мыльной оперы «Hollyoaks». В январе 2020 года заявила в интервью, что «инопланетяне существуют, и в этом нет двух мнений», но что «возможно… мы просто не можем их видеть», имея в виду идею теневой биосферы.
Автор мемуаров «Лови момент» (Seize the Moment, 1993) при участии Кристофера Приста. В 1997 написала детскую книжку «The Space Place». Вела ТВ- и радиопрограммы. Из-за прежнего места работы была прозвана британской прессой «The Girl from Mars» (игра слов: «девушка с Марса»).

## Награды
- 26 мая 1991 года Указом Президента СССР № УП-2010 награждена орденом Дружбы народов.
- В 1993 году за участие в космическом полёте была удостоена степени офицера ордена Британской империи.
- 12 апреля 2011 года Указом Президента РФ № 437 награждена медалью «За заслуги в освоении космоса».